# 寿太郎温州
寿太郎温州（じゅたろううんしゅう）は、静岡県沼津市三浦地区（旧・静浦村、旧・内浦村、旧・西浦村）で生産されているみかんの品種。この地区で生産されているみかんの代表である。
西浦みかん寿太郎の名称で地理的表示(GI)登録されている。

## 概要
沼津市のみかん栽培面積の5割を占め、2007年（平成19年）以降は沼津市での出荷量1位となっているウンシュウミカンの品種である（2023年時点）。
沼津市内では寿太郎温州を用いた特産品の開発やマーケティング活動も行われている。

## 生産
ウンシュウミカンは極早生温州から晩生温州にまで分類されるが、寿太郎温州は晩生温州に分類される。
一般的な寿太郎温州は、12月に収穫して貯蔵を行い、翌年2月から3月にかけて出荷する。寿太郎温州は、もともと甘みが強い品種でもあるが、貯蔵庫で長期間保管してから出荷することで風味が増し、酸味が抜けて味が濃くまろやかになる。味の向上以外にも、貯蔵は、消費者にとってはみかんを味わうことができる期間が長くなり、生産者の立場からすると長期間に渡って出荷することで労力の分散や値崩れを防げるというメリットもある。
三浦地区のみかん生産者で組織する「富士伊豆農業協同組合西浦柑橘出荷部会」では、青島温州の出荷が終った2月上旬から3月中旬頃まで寿太郎温州の出荷を行っている。また、高品質の果実を厳選して貯蔵し、3月中下旬まで熟成させてから出荷するものを「寿太郎プレミアム」、温湿度管理を行った貯蔵庫で長期間貯蔵を行い、3月下旬から4月上旬に出荷する「寿太郎プレミアムゴールド」というブランドもある。

## 特性

### 果樹の特性
この節の出典。
樹姿は直立ぎみで、樹勢は弱い。着果しはじめると生育は悪化する。
枝梢は細く、密に発生し、節間は短い。
葉は、青島温州と比べると小型で葉色もやや淡い。
ウンシュウミカンに高接ぎしても、カラタチに接ぎ木しても、接ぎ木部分に台負け症状がみられるが、樹の生育には影響がない。

### 果実の特性
この節の出典。
果実の大きさは、青島温州より小さい100グラムから120グラムほどで、果形は扁平。果面は平滑で、果皮の厚さや果肉の歩合は青島温州と変わらない。
果皮の着色は青島温州より早く、12月上旬には完全着色する。
果実品質は糖度も酸度も共に高く、糖度は12度から13度。酸は12月上旬で1パーセントくらい。

### 栽培特性
この節の出典。
樹勢が弱く、着花が多過ぎて生育不良となりやすい。そのため、土壌管理など樹勢の維持が必要である。
発祥地である西浦地区は黒ボク土の肥沃な土地であり、寿太郎温州も同様の肥沃な土地が栽培に適している。乾燥しやすい土地では樹勢が弱くなると共に結実性が悪くなる。
葉が小さいことから、青島温州より日当たりをよくする必要があり、若木のうちに主枝を誘引し分岐の角度を広げて低樹高の樹形に仕立てることは、樹冠内部への日当たりをよくするという点でも、作業性を良くするという点でも有用である。
根域が小さく、幼木のうちは倒伏しないよう鉄柱など支柱で固定しておくことは必須である。高接ぎした場合、接ぎ木部分が強風で外れやすいため、2年から3年は誘引や結束が必要となってくる。

## 歴史
三浦地区では、およそ450年前からみかん栽培が確認されているが、本格的な栽培は明治初期からとなる。
1975年（昭和50年）、山田寿太郎が、栽培中の青島温州の中に枝の節間が短く、葉色の濃い変異枝（枝変わり）を発見する。この枝変わりの観察を続けた山田は、この枝に豊富に実がなり、果実の着色時期が早く、甘みと酸味のバランスに優れた濃厚な味わいの果実ができることを確認した。1979年、この枝を石川温州に高接ぎしたものを静岡県柑橘試験場（現・静岡県農林技術研究所果樹研究センター）で調査した結果、原木と同じ形質であることが確認され、1984年9月に「寿太郎温州」として品種登録された。
寿太郎温州は、果実が小さく、樹勢が弱いといった栽培上の危惧される点もあったが、品質が高いことと、貯蔵性に優れていたことから、広まっていった。